# 雅各布·冯·哈特曼
雅各布·弗莱赫尔·冯·哈特曼（德語：1795年2月4日-1873年2月23日）是一名巴伐利亚将军，曾在普奥战争和普法战争中服役。

## 生平
1816年7月，哈特曼作为中尉进入巴伐利亚第10战线团。1818年，他被派往地形局。1822年，他被任命为先驱连队的指挥官。1827年，他在巴伐利亚战争部任职。1829年，哈特曼晋升为上尉，1838年晋升为少校。1842年10月，哈特曼被任命为巴伐利亚王储的副官。1843年12月，他被封为巴伐利亚贵族骑士，使他有权在自己的名字中使用“von”。1844年，哈特曼晋升为中校。1848年王储成为国王马克西米利安二世后，他被任命为国王的私人副官并晋升为上校。1849年6月，他晋升为少将，并指挥巴伐利亚皇家第二师的一个旅。1852年，他再次成为国王的私人副官。1855年，他再次指挥第二师的一个旅。
1861年，哈特曼晋升为中将，指挥维尔茨堡的卫戍部队。在普奥战争期间，巴伐利亚加入了奥地利一方，哈特曼指挥巴伐利亚皇家第4师在罗斯多夫和赫特施塔特与普鲁士人交战。在奥地利及其盟国战败后，哈特曼被保留在他的指挥部。1869年1月，哈特曼晋升为步兵上将。
普法战争爆发时，巴伐利亚站在昔日的敌人普鲁士一边。哈特曼被赋予了巴伐利亚第2军的指挥权，第2军与它的姊妹军冯·德坦恩领导下的巴伐利亚第3军一同由普鲁士王储腓特烈领导。哈特曼率领第2军参加了维桑堡、沃尔特和色当的战斗。当德国军队接近巴黎时，他在科尔贝勒、布尔格拉雷讷、佩蒂特比塞特和拉图尔磨坊进行了交战。1870年9月19日，哈特曼与杜克罗将军作战。
1871年7月，他被进一步封为男爵。战争结束后，他一直指挥他的军团直到他2年後去世。